# R.E. Mouscron
R.E. Mouscron là một câu lạc bộ bóng đá Bỉ đặt trụ sở tại Mouscron, Hainaut. Mouscron thành lập năm 1964 trên cơ sở sự sáp nhập 2 câu lạc bộ Stade Mouscron và A.R.A. Mouscron. Mouscron tham dự giải vô địch bóng đá Bỉ từ mùa bóng 1996-1997

## Thành tích
- Giải vô địch bóng đá hạng hai Bỉ:
  - Hạng nhì (1): 1993-94
- Cúp bóng đá Bỉ:
  - Hạng nhì (1): 2001-02, 2005-06

## Cúp châu Âu
Tính đến tháng 3 5, 2006:
| Giải     | Số lần tham dự | Số trận | Thắng | Hoà | Thua | Bàn thắng | Bàn thua |
| -------- | -------------- | ------- | ----- | --- | ---- | --------- | -------- |
| Cúp UEFA | 2              | 8       | 2     | 3   | 3    | 11        | 15       |